# Forest Lake (Minnesota)
Forest Lake es una ciudad situada en el condado de Washington, Minnesota, Estados Unidos. Tiene una población estimada, a mediados de 2023, de 20 685 habitantes.

## Geografía
La localidad está ubicada en las coordenadas 45°15′03″N 92°58′01″O / 45.25083, -92.96694 (45.250831. -92.96692). Según la Oficina del Censo, tiene una superficie total de 92.02 km², de los cuales 79.11 km² corresponden a tierra firme y 12.91 km² están cubiertos de agua.

## Demografía
Según el censo de 2020, en ese momento la localidad tenía una población de 20 611 habitantes. La densidad de población era de 260.54 hab./km². El 88.28% de los habitantes eran blancos, el 1.70% eran afroamericanos, el 0.44% eran amerindios, el 2.65% eran asiáticos, el 0.02% eran isleños del Pacífico, el 1.16% eran de otras razas y el 5.74% eran de una mezcla de razas. Del total de la población, el 3.79% eran hispanos o latinos de cualquier raza.